# Грецька вулиця (Херсон)
Грецька вулиця — вулиця у Корабельному районі міста Херсон.

## Розташування
Починається на перехресті вулиць Ратушної і Соборної. Закінчується на перехресті Шкільного провулку і вулиці Романа Набєгова. До Грецької прилучаються вулиці Ратушна, Соборна, Театральна, Романа Набєгова, провулки Шкільний та Поштовий. Перетинає вулицю Санаторний провулок.
Протяжність — 880 м.

## Історія
Будівля № 36 по вулиці — колишній будинок Петра Соколова. Петро Іванович Соколов був гласним міської Думи, займався благодійницькою діяльністю. Красивий білий будинок, з кам'яною огорожею та парадними воротами, які збереглися й до нашого часу, був споруджений наприкінці XIX століття. До 2013 року в ньому знаходився Центр здоров'я, а потім у приміщеннях старого особняку розмістилась Херсонська філія Київського національного університету культури та мистецтв.
Розпорядженням міського голови Херсона Володимира Миколаєнка від 19 лютого 2016 року частину вулиці Леніна, від вулиці Льва Толстого і до вулиці Воронцовської, було перейменовано на вулицю Грецьку.

## Будівлі і об'єкти
- буд. 23 — Відділення банку «OTP Bank»
- буд. 36 — Колишній Будинок Соколова. Зараз — Херсонська філія Київського національного університету культури та мистецтв.
- буд. 55 — Херсонський морський коледж рибної промисловості